# The Isle of View
The Isle of View è il primo album live del gruppo The Pretenders, pubblicato nel 1995 dalla WEA.
È un album unplugged registrato negli studi televisivi di una emittente inglese, nel quale il gruppo è accompagnato da un quartetto d'archi. Damon Albarn compare come ospite al pianoforte.

## Tracce
1. Sense of Purpose – 3:50
2. Chill Factor – 4:01
3. Private Life – 4:42
4. Back on the Chain Gang – 4:17
5. Kid – 3:56
6. I Hurt You – 4:29
7. Criminal – 4:18
8. Brass in Pocket – 3:23
9. 2000 Miles – 3:40
10. Hymn to Her – 3:52
11. Lovers of Today – 5:19
12. The Phone Call – 2:55
13. I Go to Sleep – 2:57
14. Revolution – 6:28
15. The Isle of View – 0:42

## Formazione
- Chrissie Hynde – voce, chitarra
- Adam Seymour – chitarra, armonium
- Andy Hobson – basso
- Martin Chambers – batteria

## Musicisti
- Damon Albarn – pianoforte
- Louise Fuller – violino
- Richard Koster – violino
- Ivan McCready – violoncello
- John Metcalfe – viola